# Nœud d'écoute double
Le nœud d'écoute double ou nœud de tisserand double est un nœud d'ajut.
C'est une variante du nœud d'écoute. Tous deux peuvent être utilisés pour lier deux cordages aux diamètres très différents (comme une corde et un filin par exemple).

## Nouage
Le cordage de plus fort diamètre (le bleu sur la photo) doit former la boucle simple dans laquelle le cordage plus fin (le blanc) s'insère avant de l'entourer deux fois. 

## Origines
Le nœud d'écoute double tient ses origines de la marine à voile, on le mentionne déjà en 1862.
Ce nœud sert à fixer l'écoute au point d'écoute d'une voile.

## Usages

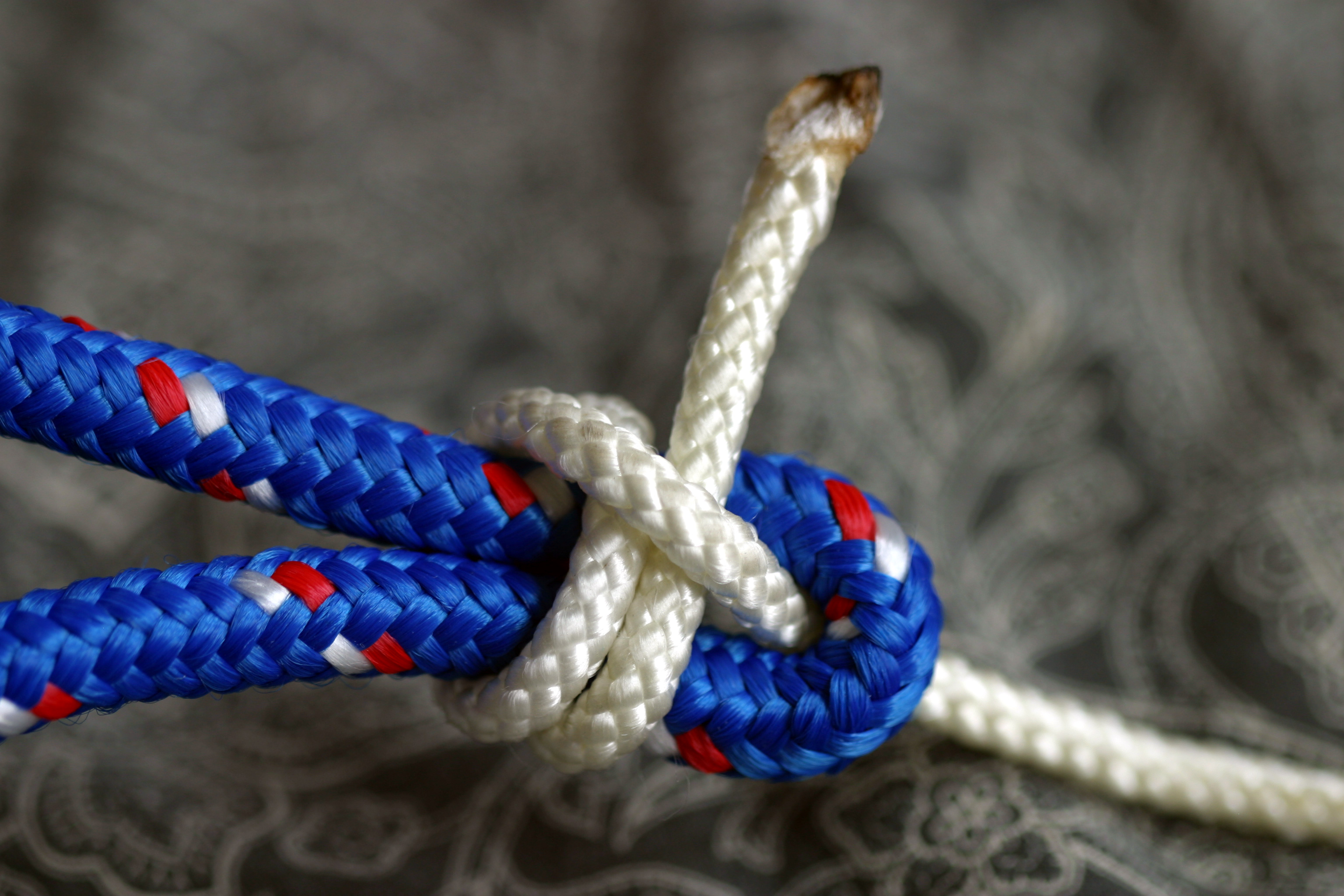
Nœud d'écoute double. On notera que l'absence de nœud d'arrêt sur le brin blanc risque d'entrainer un dénouage intempestif : la tendance à glisser du nœud d'écoute est largement documentée.

Ce nœud était utilisé aussi par le harponneur d'un baleinier qui attachait sa ligne sur son harpon.
La tendance du nœud à glisser est parfois utilisée en spéléologie pour dynamiser l'anneau de cordelette d'un amarrage souple. D'un côté, la boucle est arrêtée par un nœud de chaise ou un huit double ; de l'autre, on laisse une longueur de brin libre, susceptible de glisser avant rupture, terminée par un nœud d'arrêt (obligatoire pour éviter le dénouage).